# Kapuska
Kapuska és un estofat tradicional de la cuina turca. El nom es deriva de la paraula rus o tàtar per col. Encara que el nom és importat, el plat és una versió turca d'un guisat de col comú en Rússia. Kapuska és àmpliament conegut i àvidament consumida a Tràcia, com a resultat de l'impacte d'Europa de l'Est i els immigrants turcs dels Balcans, i també es consumeix a la regió de la Mar Negra de Turquia.
Kapuska es cuina de formes diferents a Turquia: amb cigrons, bulgur, l'arròs, carn picada, d'ovella, carn de vedella, o vegetarià.
El plat servit es pot decorar amb julivert picat.